# Ndengereko
Gli Ndengereko sono un gruppo etno-linguistico della fascia costiera della Tanzania centrale, nell'area di Dar es Salaam, fra i fiumi Zaramo e Rufiji. La popolazione di Ndengereko fu stimata nel 2000 a 110.000 unità, e stime simili sono state formulate nel 2025.
La lingua ndengereko appartiene al gruppo delle lingue bantu, ed è strettamente imparentata con la lingua dell'etnia rufiji, anch'essa originaria dell'area di Dar es Salaam. È stato ipotizzato che i due gruppi, ndengereko e rufiji, siano in realtà da considerarsi un gruppo etno-linguistico unico, e che i rispettivi idiomi siano più correttamente classificabili come varianti dialettali della stessa lingua. Lo ndengereko appartiene inoltre a un più vasto insieme di lingue simili, che include il matumbi e lo mbunga, e che viene chiamato dagli studiosi "Grande Ndengereko" (Greater Ndengereko) o "cluster Matumbi-Ndengereko".